# 新しい上司はど天然
『新しい上司はど天然』（あたらしいじょうしはどてんねん）は、いちかわ暖による日本の漫画。

## 概要
作者が2018年より自身のTwitter上で発表していたもので、2019年2月5日から秋田書店のWebコミックサイト『マンガクロス』にて連載中。
「WEB漫画総選挙2019」にて首位を獲得した。
2023年5月時点で単行本の累計発行部数は50万部を突破している。
メディアミックスとして、2020年にフロンティアワークスよりドラマCDが発売された。また、2023年5月にはテレビアニメ化が発表され、同年10月から12月まで放送された。

## あらすじ
桃瀬健太郎は、とある広告代理店の営業職に転職してきた新人社員。しかし配属されて早々、上司と営業回りをすることが前職で体験してきたトラウマと重なり、外回り中に胃痛で動けなくなってしまう。新たな勤務先の上司・白崎が何も言わず桃瀬を置いてどこかへ行ってしまったことで、桃瀬は白崎もまた以前と同じような上司なのではと不安にさいなまれる。
前職で上司のパワーハラスメントが原因で心身ともに健康を害したことから、また同じことされると桃瀬の頭の中によぎり始めそうになった直後、白崎が息を切らしながら戻ってきた。不調を心配して薬を買ってきてくれたことに桃瀬が感激しつつ袋から取り出すと、それは生理痛の薬だった。慌てて買いに行った結果、元カノの不調の時に買っていた所作のまま間違えて選んでしまったと説明する白崎に対して、桃瀬は思わず可愛らしさを感じ吹き出してしまうのであった。
朗らかな雰囲気で調子を取り戻した桃瀬は、しっかり見えて天然なところもある上司・白崎と、初めて上司と部下として連絡先を交換する。

## 登場人物
作中で特に示されていない人物設定の詳細が作者のTwitterにて明かされていることも多くあり、本項記載事項の出典もそれによる部分がある。
担当声優は特記がない限り、PV・ドラマCD・テレビアニメ共通の配役。
桃瀬 健太郎（ももせ けんたろう）
声 - 西山宏太朗、石上静香（幼少）
主人公。株式会社Minette本社企画営業部社員。第1巻時点で26歳。北海道出身。3月3日生まれ。
上司からの悪質なパワーハラスメントを受け続けたために以前の勤務先を辞め、株式会社Minetteに入社。優清の直属部下となる。仕事中でもフラッシュバックに見舞われることがあり、当初は優清を（その厳しそうな顔立ちから）かつてと同じタイプの上司かもしれないと不安がっていた。以前の勤務先が相当なブラック企業だったようで、優清の部下になるまでは定時の退勤をしたことがなかった。その後も同僚との連絡手段を断たれる、全く関係無くても八つ当たりの様に暴力を振るわれるなど、悲惨な職場環境が次第に明らかとなっている。
黒野（声 - 松風雅也）という前勤務先の上司が単行本2巻で登場したが、「あなたのような最低の上司がいたから白崎という最高の上司と出会えた」と皮肉をぶつけて過去のわだかまりを振り切った。しかし黒野から「家におしかける」という脅しをされ、避難の為優清の家に居候することとなった。その後引っ越しする際は、たまたま空き部屋が出来た直後だった優清が住んでいるアパートの隣にあるアパートへ引っ越しした。
通勤中に株式会社Minetteが掲載したプラネタリウムの広告を見たことがきっかけで株式会社Minetteへの転職を決意した。ちなみにそのプラネタリウムの広告を製作したのは優清である。
白崎 優清（しろさき ゆうせい）
声 - 櫻井孝宏（PV・ドラマCD） / 梅原裕一郎、幼少期：小市眞琴（テレビアニメ）
株式会社Minette本社企画営業部主任。第1巻時点で34歳。秋田県出身。2月22日生まれ。身長181センチメートル。
桃瀬の直属上司。就業中はオールバックの髪型であり、厳格そうな顔立ちをしている。仕事への集中力が極めて高く、業績も良い。しかし、実は超絶的な天然ボケであり、何かにつけて周囲を笑わせたり萌えさせたりする。子供のころになまはげに連れ去られた経験から、「得体の知れないもの」全般が苦手。また、蝉などの虫類が体に付くこともかなり怖がる。
スーツの中に着ているピンク色のシャツが特徴的だが、じつは元は普通の白シャツだったものが、赤い洗濯物と一緒に洗濯し、色移りしたものである。
猫が大好きだが、何故か猫によく威嚇される（一部例外あり）。あまりにも好き過ぎるために、猫から威嚇されると大きく落ち込む。即興でイラストを描くのが得意である他、普段の書き文字も教科書体のように美麗である。
祖母（声 - 佐藤しのぶ）が人格形成に大きく影響しており、桃瀬に向けて幼少期の思い出を語るシーンがある。なお、その祖母は現役のYouTuberとして活動中。存在を知った桃瀬は即チャンネル登録をした。
桃瀬と関わっている内にパワハラの被害を受けていることに感づいてはいるが、桃瀬自身が話せるまで自分からその話題は出さないようにしていた。その後桃瀬が自分から事情を話したことで詳細を把握。また、その後前勤務先の上司の黒野が電話をかけてきた際は、桃瀬のフォローを行った。
実家は稲作農家である。
幼少期はほとんど秋田弁で会話をしており、上京以降は標準語を使っている。作者の説明するところでは、執筆の段階で複数の秋田方言話者からチェックを受けているという。
年齢の近い兄・清優（声 - 小野大輔、幼少期：泊明日菜）の存在が判明しており、優清と同様超絶的な天然ボケを見せる。元々は優清と同居していたようだが、現在はフォトグラファーとして海外に住んでおり、元々住んでいた部屋は空き部屋となっており、後に桃瀬が居候する部屋となる。桃瀬と共に秋田へ出張し実家に泊まった際たまたま兄も帰省しており、桃瀬と出会うこととなった。
青山 光男（あおやま みつお）
声 - 杉田智和、東内マリ子（幼少）
株式会社Minette本社企画営業部課長。第1巻時点で39歳。京都府出身。7月7日生まれ。身長180センチメートル。
ファーストネームは当初不明だったが、第1巻より過去の出来事を描いた特別編で明らかになった。
黒系統の三つ揃いスーツを着ていることが多く、外見は相当なお洒落。マイホームも車も所有しているが、家を購入して間もなく妻に逃げられてしまった過去がある。新築離婚を経験したことや、初めて教育を担当した新人に、1週間で逃げられたことが、トラウマになっているためか、管理職になってからも自己評価が低いうえに、かなりの寂しがり。一般社員の間では「扱いにくいかまってちゃん」と認識されている。しかし桃瀬が合コンに碌な思い出が無いことを知ると、敢えて笑われ役になるなど、思いやりのある一面もある。
あまりの寂しさに、くまってランドのキャラクター「くまってちゃん（声 - 蒼井翔太、テレビアニメ）」という熊のぬいぐるみを大量に購入しており、自宅の一室はくまってちゃんで埋まっている。
優清ほど極端ではないが、幾分ズレたような行動を取ることも多い。
金城 愛悟（きんじょう あいご）
声 - 鈴木達央（PV・ドラマCD） / 福山潤（テレビアニメ）、長谷川育美（テレビアニメ・幼少）
株式会社Minette本社企画営業部社員。第1巻時点で24歳。ファーストネームは当初不明だったが、テレビアニメで明らかになった。沖縄県出身。5月5日生まれ。身長176センチメートル。
桃瀬の後輩だが、入社時期が近いことから桃瀬の側から先輩扱いを断っており、実質的に同期として接している。桃瀬と同じく、以前の勤務先で常習的なパワーハラスメントを受けていたが、外回り中に偶然見かけた白崎と桃瀬のやり取りに萌えてしまい、笑いを押し殺しながら上司から電話で罵倒されるというシュールな経験をしたことが動機となって転職を決意した。教育係として青山が就いたが、本人曰く「以前の上司よりも段違いに扱いやすい」とのことで、周辺からの青山に関する悪評は一切気にしていない。
「灰島」という前勤務先の上司が単行本2巻で名前のみ登場。行き過ぎた体育会系気質であったことが金城との行き違いの原因と示唆されている。
白桃
声 - 下野紘
桃瀬と白崎が見つけて拾った捨て猫。0歳。前の飼い主のソファで爪を研いで傷をつけた為捨てられたが、本人は飼い主のパワハラで家出したことにしている。白崎には最初威嚇していたが、爪を研ぐのは人に怪我を負わせないようにしているという気持ちを理解してくれた事から懐き、白崎のペットとなった。
反発心が強く心の中では否定的な意見ばかり述べているが、本能に逆らえてはいない。

### 舞台設定
株式会社Minette
東京都渋谷区に所在する広告代理店。アミューズメント・エンターテインメント系施設の広告を得意とする。単行本の付録は同社の社内報という形式を取っている。社名の由来はフランス語に言う「小猫」から。
状況にリアリティを出すことを目的として意図的に現実の風景を模写したものを作中背景に取り入れており、会社周辺の様子はJR恵比寿駅周辺を描いたものが多い。

## 受賞歴
| 受賞年 | セレモニー                           | 部門・賞 | 対象               | 備考   |
| ------ | ------------------------------------ | -------- | ------------------ | ------ |
| 2019年 | Webマンガ総選挙2019                  | 1位      | 新しい上司はど天然 |        |
| 2020年 | 第4回みんなが選ぶTSUTAYAコミック大賞 | 3位      | 新しい上司はど天然 | [ 24 ] |

## 書誌情報
- いちかわ暖『新しい上司はど天然』秋田書店〈ヤングチャンピオンコミックス〉、既刊2巻（2020年5月20日現在）
  1. 2019年8月20日発売[9][25]、ISBN 978-4-253-14231-1
  2. 2020年5月20日発売[10][26]、ISBN 978-4-253-14232-8

- 2020年に台湾語翻訳版が『我的新上司是天然呆』という題名で発売されている[27]。

## テレビアニメ
2023年10月から12月までTOKYO MXほかにて放送された。

### スタッフ
- 原作 - いちかわ暖[8]
- 監督 - 阿部記之[8]
- 副監督 - 河野亜矢子[28]
- シリーズ構成 - 横谷昌宏[8]
- キャラクターデザイン - 安田京弘[28]
- 総作画監督 - 安田京弘[28]、中村深雪[28]、岩崎令奈[28]
- プロップデザイン - 福世真奈美[28]
- 色彩設計 - ホカリカナコ[28]
- 美術監督 - 田村せいき（アニメ工房 婆娑羅）[28]
- CG監督 - 栗林裕紀[28]
- 撮影監督 - 重家優子（EXPLOSION）[28]
- 編集 - 廣瀬清志[28]
- 音響監督 - 明田川仁[8]
- 音楽 - 中山真斗[8]
- 音楽制作 - アニプレックス
- 音楽プロデューサー - 山内真治
- チーフプロデューサー - 瓜生恭子
- プロデューサー - 外川明宏、大和田智之、長嶺利江子、山田温美、田中康太、多田香奈子
- アニメーションプロデューサー - 菊池雄一郎
- アニメーション制作 - A-1 Pictures[28]
- 製作 - 新しい上司はど天然製作委員会（アニプレックス、秋田書店、ABCアニメーション、ABCフロンティア、ムービック、BS11、TOKYO MX）

### 主題歌
「プラネタリア」
フジファブリックによるオープニングテーマ。作詞は山内総一郎、作曲は金澤ダイスケ、編曲はフジファブリック。
「花束」
Lenny code fictionによるエンディングテーマ。作詞は片桐航、作曲・編曲はLenny code fictionと江口亮。

### 各話リスト
| 話数   | サブタイトル              | 脚本       | 絵コンテ   | 演出       | 作画監督                              | 総作画監督 | 初放送日       |
| ------ | ------------------------- | ---------- | ---------- | ---------- | ------------------------------------- | ---------- | -------------- |
| 1話目  | ちょっと割れてる!!        | 横谷昌宏   | 阿部記之   | 阿部記之   | 福世真奈美 永野美春 松浦里美          | 安田京弘   | 2023年 10月7日 |
| 2話目  | おんぶするか？            | 横谷昌宏   | 河野亜矢子 | 河野亜矢子 | -                                     | -          | 10月14日       |
| 3話目  | 肉球肉球肉球…             | 早川スミカ | 渡辺有紀   | 渡辺有紀   | 吉田和香子 木藤貴之 矢向宏志 石川洋一 | 中村深雪   | 10月21日       |
| 4話目  | うち、住む？              | 横谷昌宏   | 中村近世   | 中村近世   | 金子美紀 重國浩子 山崎浩平            | 岩崎令奈   | 10月28日       |
| 5話目  | 目からはちみつ！          | 早川スミカ | 北村翔太郎 | 北村翔太郎 | 斉藤準一 摺木沙織                     | 川﨑玲奈   | 11月4日        |
| 6話目  | 元カレ？元カレ??元カレ??? | 横谷昌宏   | 渡部穏寛   | 池田愛彩   | -                                     | -          | 11月11日       |
| 7話目  | 衝撃の事実…!!             | 横谷昌宏   | 斉藤えま   | 斉藤えま   | 松浦里美 石川洋一 木佐貫真矢          | 中村深雪   | 11月18日       |
| 8話目  | 俺の実家、来る？          | 早川スミカ | 宗廣智行   | 渡辺有紀   | 前澤弘美 福世真奈美                   | 岩崎令奈   | 11月25日       |
| 9話目  | それ聞いちゃいます～!?    | 早川スミカ | 中村近世   | 鈴木萌     | 永野美春 吉田和香子 木藤貴之 清澤唯人 | 摺木沙織   | 12月2日        |
| 10話目 | 着せる気だ…！             | 横谷昌宏   | 鈴木佑太   | 鈴木佑太   | 金子みき 重國浩子 山崎浩平            | 岩崎令奈   | 12月9日        |
| 11話目 | お家の中探検にゃ！        | 横谷昌宏   | 福井のぞみ | 福井のぞみ | 石川洋一 木佐貫真矢 松浦里美 斉藤準一 | 中村深雪   | 12月16日       |
| 12話目 | いってきま～…す!?         | 横谷昌宏   | 河野亜矢子 | 河野亜矢子 | 永野美春 前澤弘美 福世真奈美          | 安田京弘   | 12月23日       |

### 放送局
| 放送期間                  | 放送時間                     | 放送局         | 対象地域   | 備考                                 |
| ------------------------- | ---------------------------- | -------------- | ---------- | ------------------------------------ |
| 2023年10月7日 - 12月23日  | 土曜 23:30 - 日曜 0:00       | TOKYO MX       | 東京都     | 製作参加                             |
|                           |                              | とちぎテレビ   | 栃木県     |                                      |
|                           |                              | 群馬テレビ     | 群馬県     |                                      |
|                           |                              | BS11           | 日本全域   | 製作参加 / BS放送 / 『ANIME+』枠     |
| 2023年10月8日 - 12月24日  | 日曜 2:30 - 3:00（土曜深夜） | 朝日放送テレビ | 近畿広域圏 | 『ANiMAZiNG2!!!』枠                  |
| 2023年10月11日 - 12月27日 | 水曜 20:30 - 21:00           | AT-X           | 日本全域   | CS放送 / 字幕放送 / リピート放送あり |

| 配信開始日     | 配信時間                   | 配信サイト                                                                                                |
| -------------- | -------------------------- | --- |
| 2023年10月8日  | 日曜 0:00（土曜深夜） 更新 | U-NEXT アニメ放題 dアニメストア （本店・ニコニコ支店・Prime Video）                                       |
| 2023年10月10日 | 火曜 12:00 更新            | ABEMA Lemino Hulu FOD Prime Video Netflix ニコニコチャンネル                                              |
|                | 火曜 18:00 更新            | バンダイチャンネル                                                                                        |
|                | 火曜 22:30 更新            | ニコニコ生放送                                                                                            |
| 2023年10月11日 | 水曜 0:00（火曜深夜） 更新 | TELASA （見放題プラン） J:COMオンデマンド メガパック auスマートパスプレミアム milplus見放題パックプライム |

### BD / DVD
| 巻 | 発売日         | 収録話          | 規格品番      | 規格品番      |
| 巻 | 発売日         | 収録話          | BD            | DVD           |
| -- | -------------- | --------------- | ------------- | ------------- |
| 1  | 2023年12月27日 | 第1話 - 第2話   | ANZX-15581/2  | ANZB-15581/2  |
| 2  | 2024年1月31日  | 第3話 - 第4話   | ANZX-15583/4  | ANZB-15583/4  |
| 3  | 2024年2月28日  | 第5話 - 第6話   | ANZX-15585/6  | ANZB-15585/6  |
| 4  | 2024年3月27日  | 第7話 - 第8話   | ANZX-15587/8  | ANZB-15587/8  |
| 5  | 2024年4月24日  | 第9話 - 第10話  | ANZX-15589/90 | ANZB-15589/90 |
| 6  | 2024年5月29日  | 第11話 - 第12話 | ANZX-15591/2  | ANZB-15591/2  |